# Станиславівське летовище
Станиславі́вське ле́товище (Школа пілотів Ліги протиповітряної оборони ім. генерала Тадеуша Кашприцького) (пол. Szkoły Pilotów LOPP im. generała Tadeusza Kasprzyckiego) — школа пілотів, а згодом радянський військовий аеродром поблизу міста Станиславів (нині — Івано-Франківськ).

## Опис

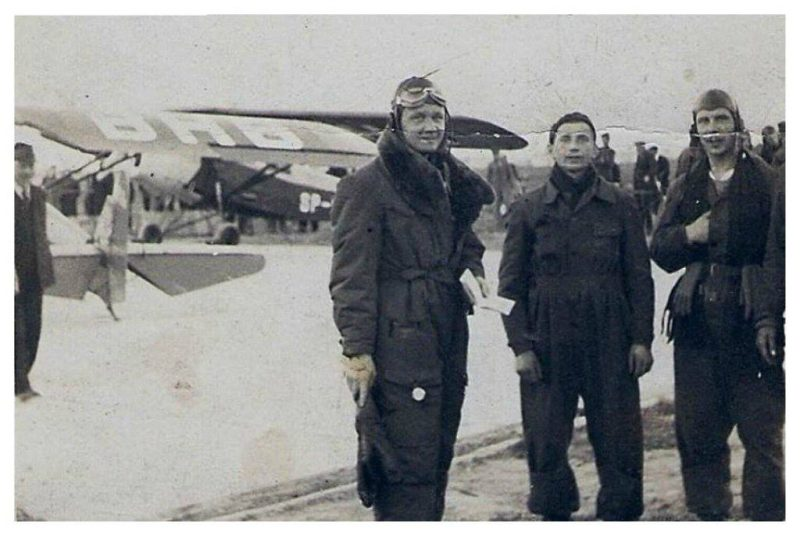
Учні на Станиславівському летовищі

У 1920-х роках у Станиславові (нині — Івано-Франківськ) виникла ідея створення власного аеродрому. У 1926 році місцевий осередок польської Ліги протиповітряної оборони (LOPP) запропонував будівництво летовища. Після тривалих обговорень було обрано місце на пустирі «Діброва». Будівництво розпочалося у 1934 році і тривало два роки, коштуючи 400 000 злотих. Аеродром площею 30 гектарів мав злітно-посадкову смугу довжиною майже 600 метрів, адміністративну будівлю, ангар, склад пального, гараж і гуртожиток для пілотів. Восени 1936 року аеродром був завершений і введений в експлуатацію 11 грудня того ж року.
25 квітня 1937 року в Станиславові відкрилася школа пілотів Ліги протиповітряної оборони імені генерала Тадеуша Каспшицького. Командиром школи був майор Долецький, під керівництвом якого працювали чотири інструктори та десять осіб обслуговуючого персоналу. Першими курсантами стали 20 випускників курсу планерної підготовки. Школа отримала 10 навчальних літаків RWD-8 та один RWD-13, надані Сілезьким воєводством. Перед початком Другої світової війни авіаційний парк було оновлено винищувачами серії PZL. За час існування школи в ній пройшли підготовку близько 200 пілотів.
Перший політ над Станиславовом відбувся влітку 1912 року, коли польський пілот Міхал Скіпіо дель Кампо здійснив демонстраційний політ на літаку типу «Моран», за 12 хвилин він зробив кілька кіл над парком і селом Загвіздя. Під час Першої світової війни над містом літали бойові літаки німецької та російської авіації.
Поблизу аеродрому проходила вулиця, яка вела напряму з села Радча до Станиславова і навпаки, виходячи на сучасну вулицю Чорновола (раніше — Пушкіна). У 1940-х роках її було перекрито внаслідок розширення летовища.
- На офіціному сайті національного кіноархіву Польщі (FINA) існують відео із льотними школами Ліги протиповітряної оборони, серед яких й Станиславівська[3].

## Події 22 червня 1941 року на аеродромі

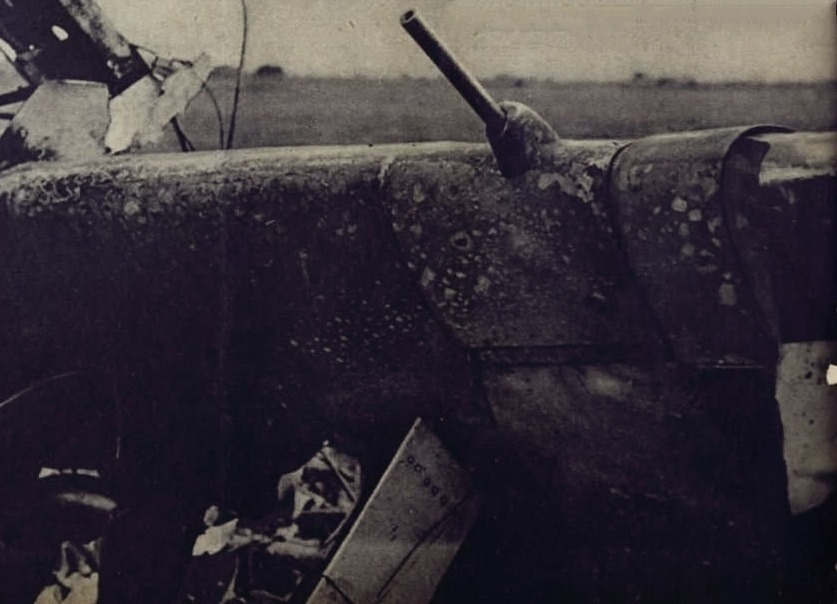
Знищена радянська авіація внаслідок німецьких атак

На 22 червня 1941 р. на аеродромі проводились ремонтні роботи, в ангарах стояло (за деякими джерелами) більше десятка застарілих літаків І-15 біс, які мали передати в авіашколи.
Аеродром практично не використовувався, лише в окремих випадках. Але німці вирішили спрямувати свій удар саме туди.
Про події 22 червня згадував у своїй книзі Владислав Карпінський, який народився в Станиславові та мешкав в Крихівцях.

«Перед 12-ю годиною прилетіли три літаки, чорного кольору з чорно-білими хрестами на крилах, дуже низько. Далі чули жахливий, сильний вибух. Всі дуже сильно злякались. Машини летіли в напрямку радянського літовища на Діброві, там стояло декілька радянських літаків-винищувачів. Підлетіли дуже низько і почалась страшна стрілянина», — розповідав він.

Спочатку німці били з бортової зброї, а потім почали скидати бомби. Видовище було страшне, бо одразу почали горіти літаки, котрі знаходились на аеродромі, як смолоскипи. Ні один не злетів в повітря.

«Пригадується, ще як величезні діжки з авіаційним паливом злітали до гори і клуби диму йшли за ними шлейфом. Ті три літаки пролетіли над літовищем і пішли далі. Не було жодного пострілу з гармат протиповітряної оборони. Совіти не встигли підготуватись, складалось таке враження ніби вони не очікували війни», — пригадує Карпінський.

Німецькі бомбардувальники відлетіли на кілька кілометрів за літовище, розвернулись і знов почали свій наліт.
Совіти таки оговтались після першої атаки і протиповітряна батарея Муравйова відкрила вогонь.

«В небі з'явились такі білі хмаринки від пострілів гармат і за одним, а потім за іншим літаком з'явився чорний дим. То були двомоторні літаки, бомбардувальники (Юнкерс-88). Один підбили над Крихівцями, інший вибухнув в районі Чорного лісу. Було чути сильний вибух», — писав Владислав Карпінський.

Після кількох залпів чотирьох зенітних гармат один бомбардувальник збили, він почав падати, а в небі розкрилися кілька парашутів.
На захоплення екіпажу командир батареї відправив вантажівку з бійцями. Незабаром привезли полонених — п'ятьох німців, двоє з яких були нагороджені залізними хрестами. Німців передали до військової контррозвідки.

## Розташування
Перший аеродром міста був розташований на території, що нині прилягає до вулиці Чорновола (раніше — Пушкіна), неподалік сучасного м'ясокомбінату. За радянських часів ця місцевість частково використовувалася як стоянка для навчальних реактивних літаків L-39 «Альбатрос» на нинішньому аеропорті «Івано-Франківськ».
На карті з «Малої енциклопедії авіації» 1938 року зафіксовано розташування тогочасного аеродрому.

- Жовтим контуром позначено будівлі Школи пілотів та ангар (орієнтовно в районі сучасної митниці на вул. Чорновола);
- Зелена стрілка вказує напрямок сучасної вулиці Симона Петлюри, а синім обведено територію м'ясокомбінату.

## Світлини

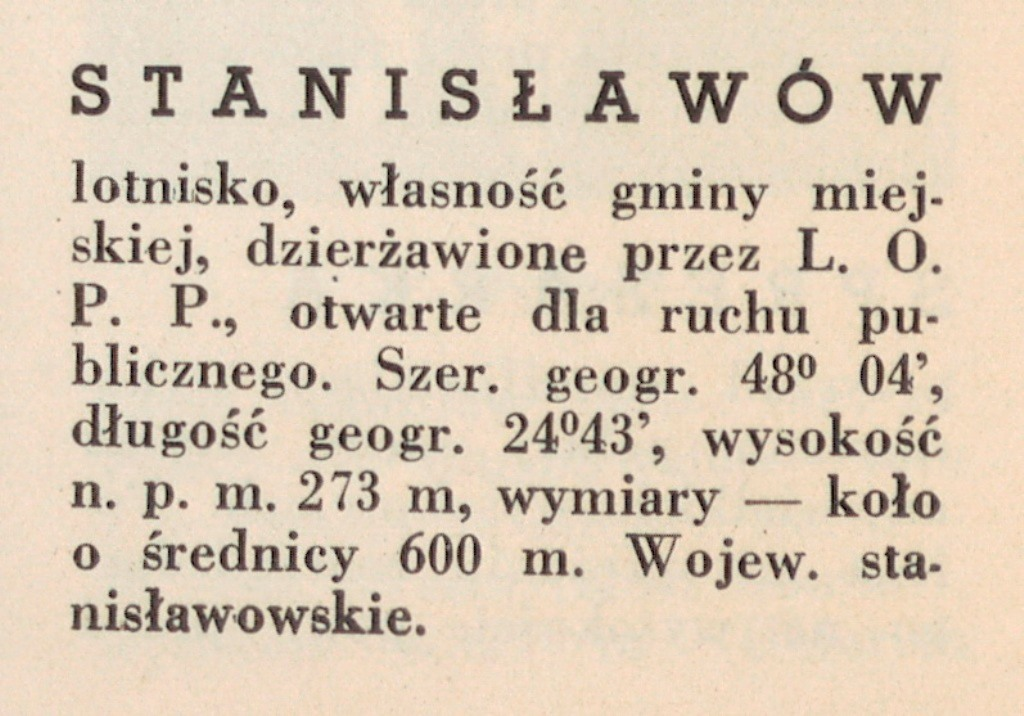
Харектеристика летовища з польської газети
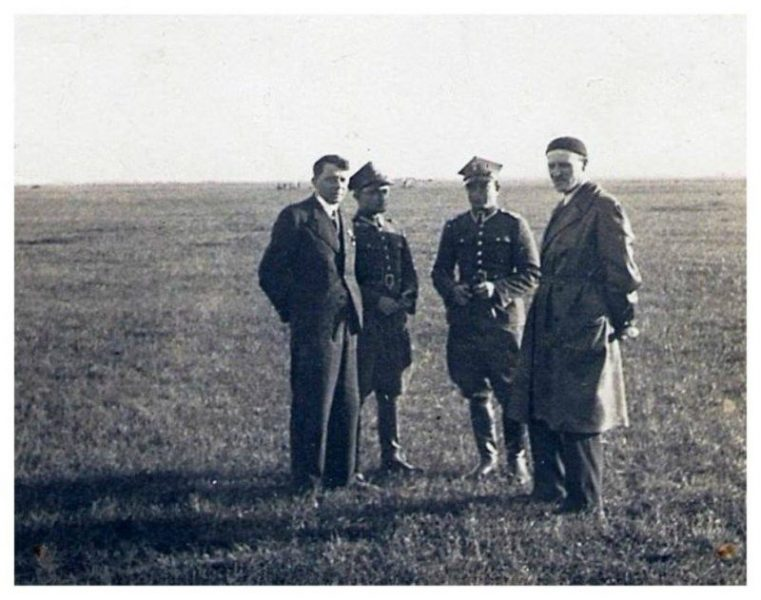
Пустир «Діброва», місце будівництва летовища
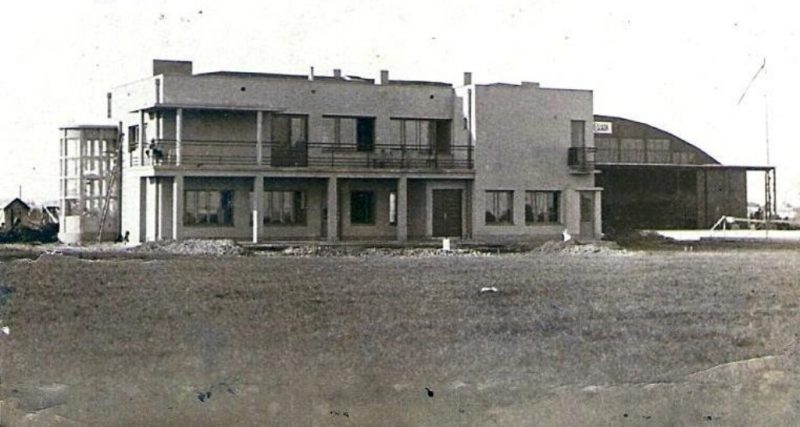
Процесс будівництва летовища
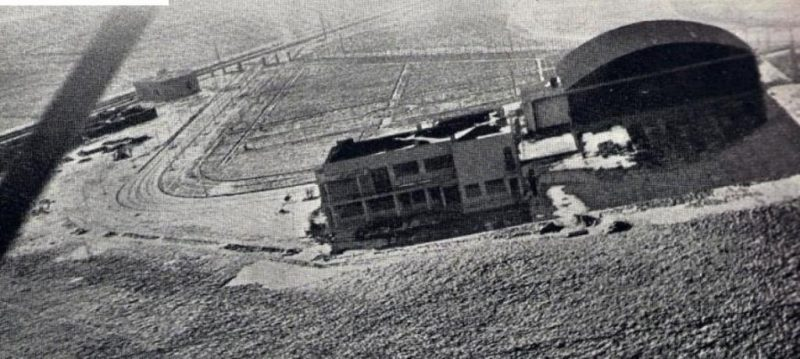
Зліва від будівництва летовища, видно дорогу з Радчі до Станиславова
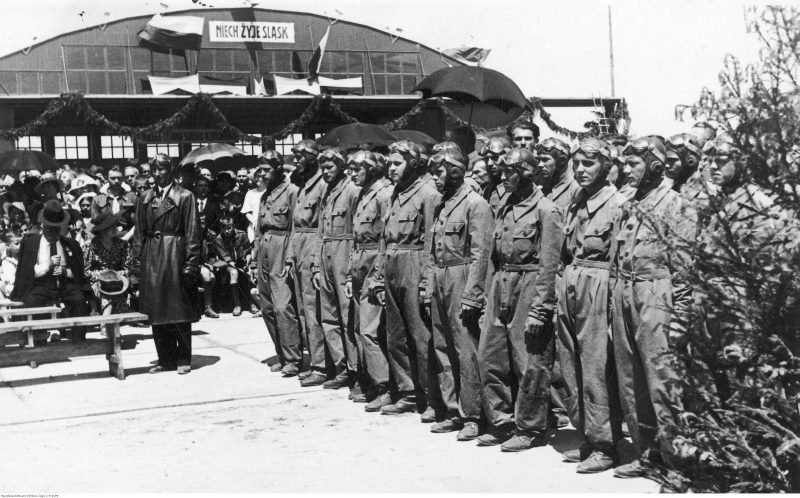
Церемонія відкриття Станиславівського летовища
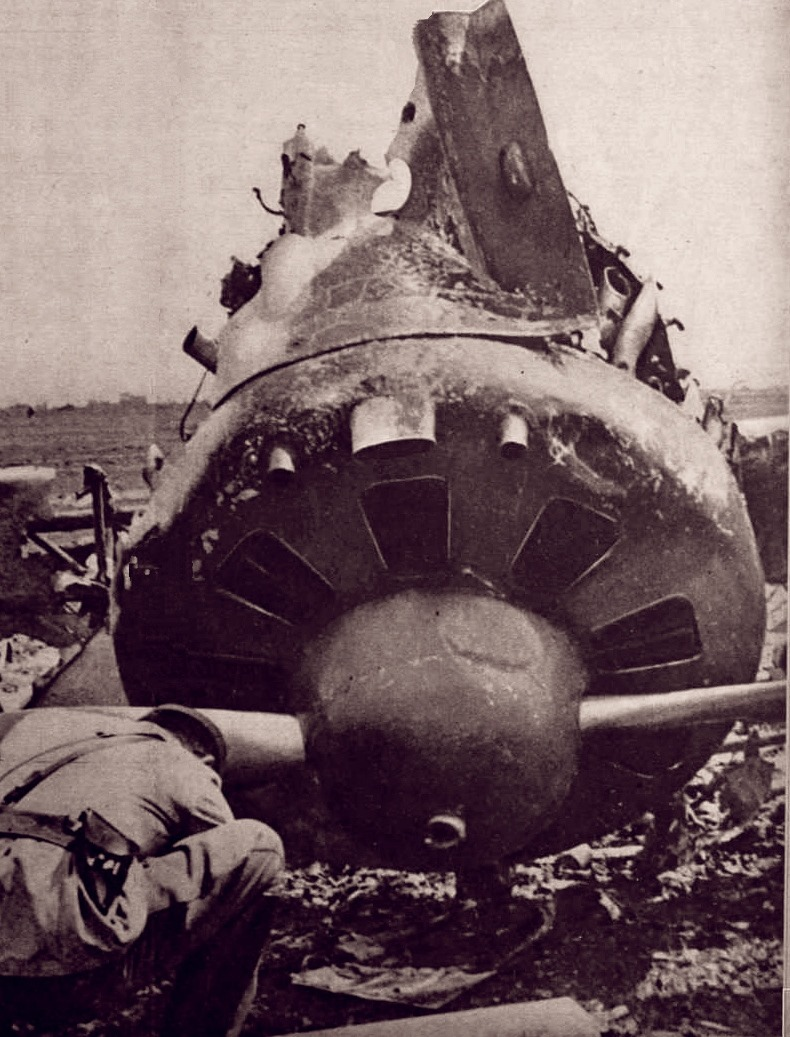
Знищений радянський літак на летовищі (1941)
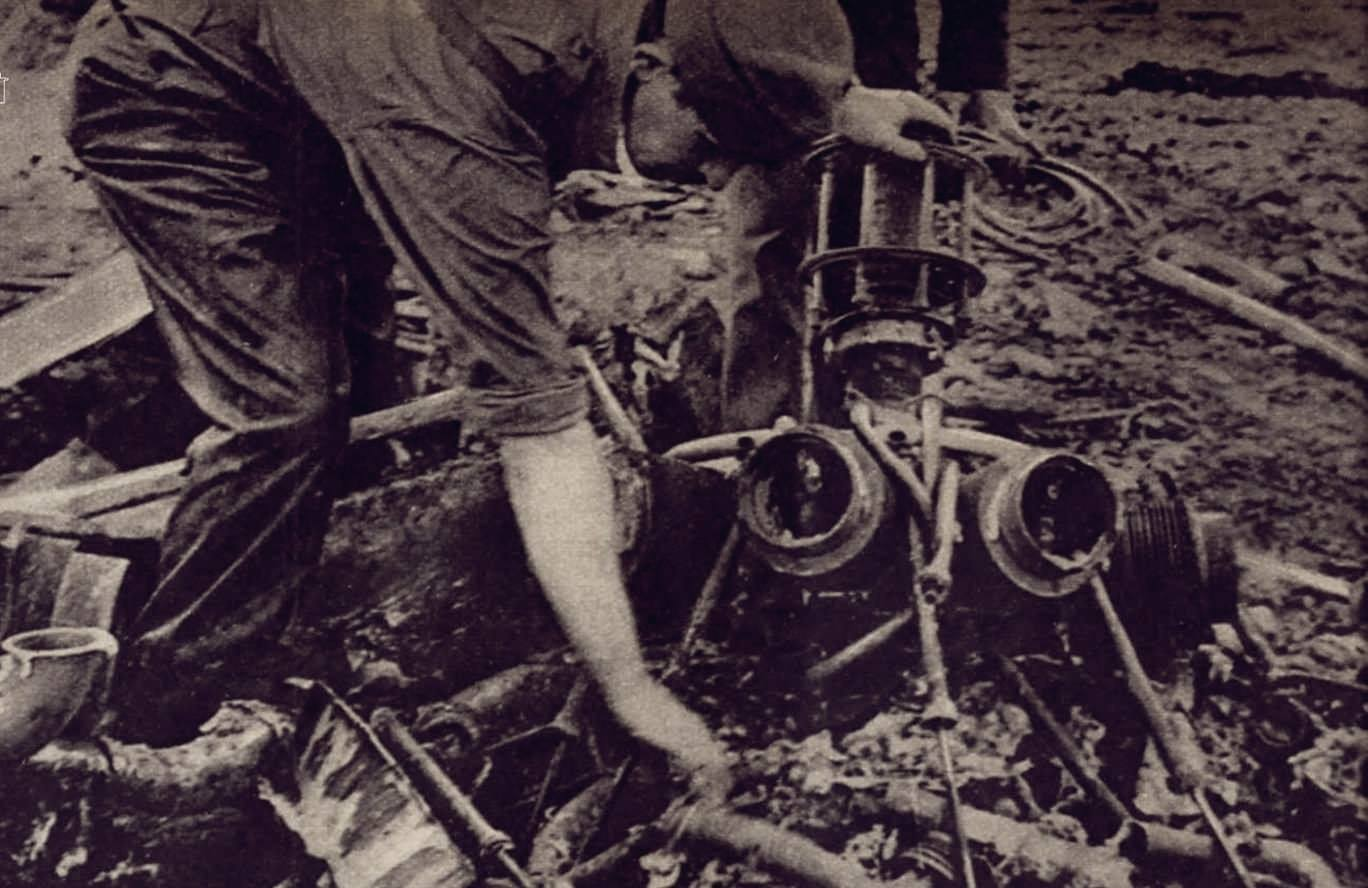
Військові оглядають знищену радянську авіацію (1941)
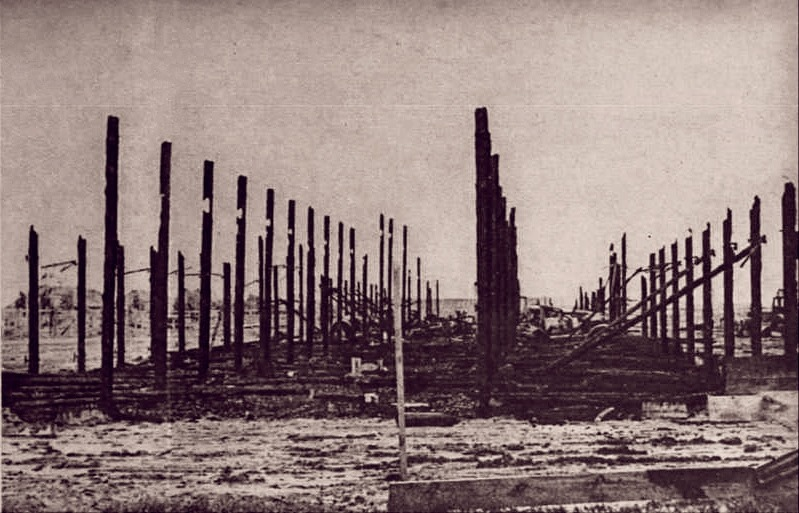
Знищена інфроструктура летовища (1941)
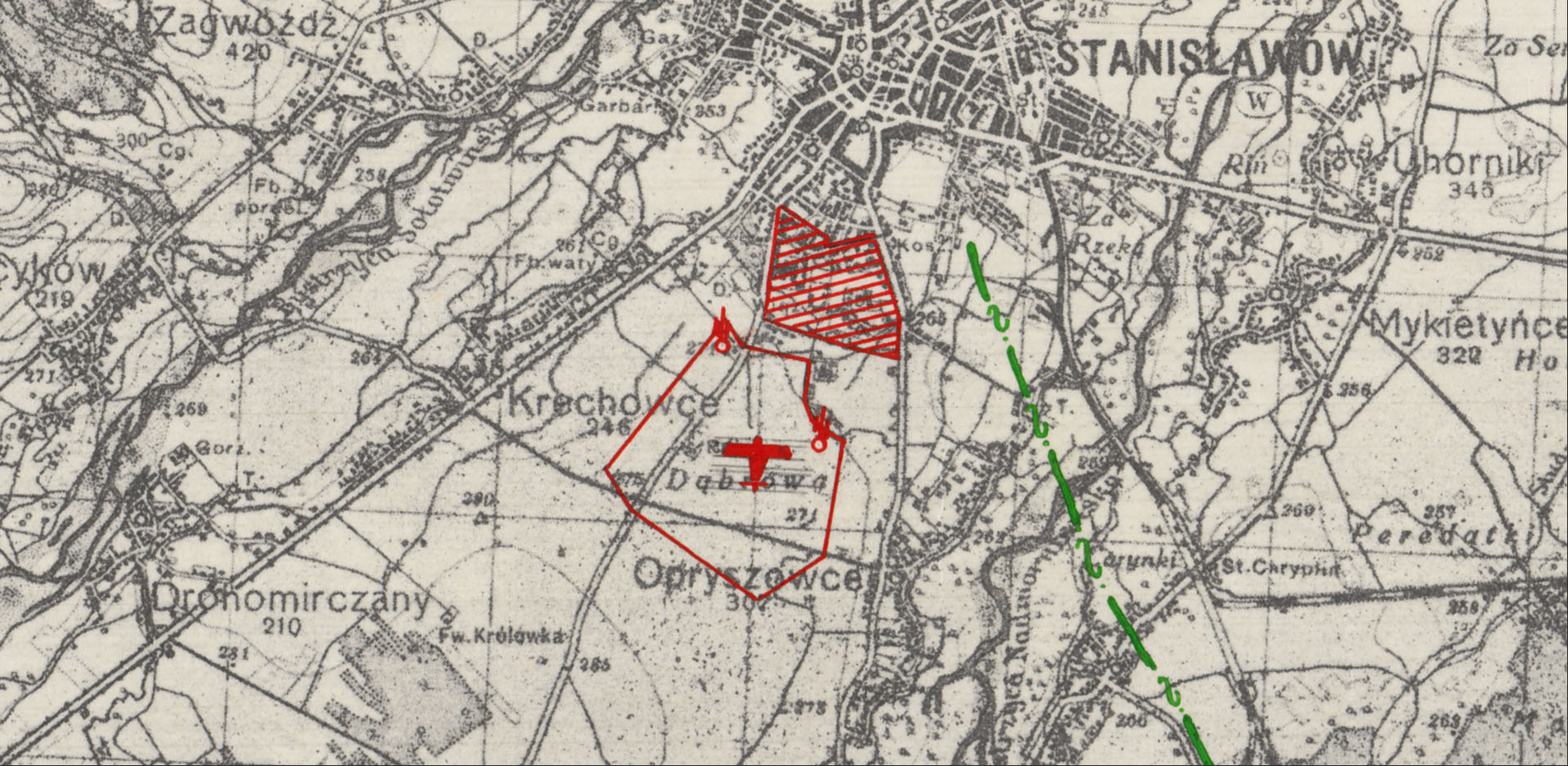
Відмальоване летовище на Німецькій військовій мапі 15 червня 1939

- Більше зображень є на веб-сайті pik.net.ua